# Pseudopanax crassifolius
Pseudopanax crassifolius, horoeka, o lancewood (palo lanza), es un árbol nativo de Nueva Zelanda perteneneciente a la familia Araliaceae.

## Hábitat
Se encuentra en toda Nueva Zelanda desde el nivel del mar hasta los 750 m s. n. m.

## Descripción
En su forma juvenil que tarda entre 15 y 20 años, es fácil de reconocer. Las hojas son rígidas y aterciopeladas con una nervadura central, aproximadamente de 1 cm de ancho y hasta 1 m de largo con dientes irregulares, todos creciendo hacia abajo desde un tallo central. El tronco joven tiene características ondulaciones abultadas verticales. En la medida en que el árbol madura el tallo empieza a ramificarse produciendo una copa espesa, y las hojas se hacen más y anchas y más cortas perdiendo sus dientes. Solamente cuando el árbol es maduro adopta su forma "normal" de copa redonda, con un tronco recto y liso de hasta 5 dm de ancho.  La máxima altura es 15 metros.

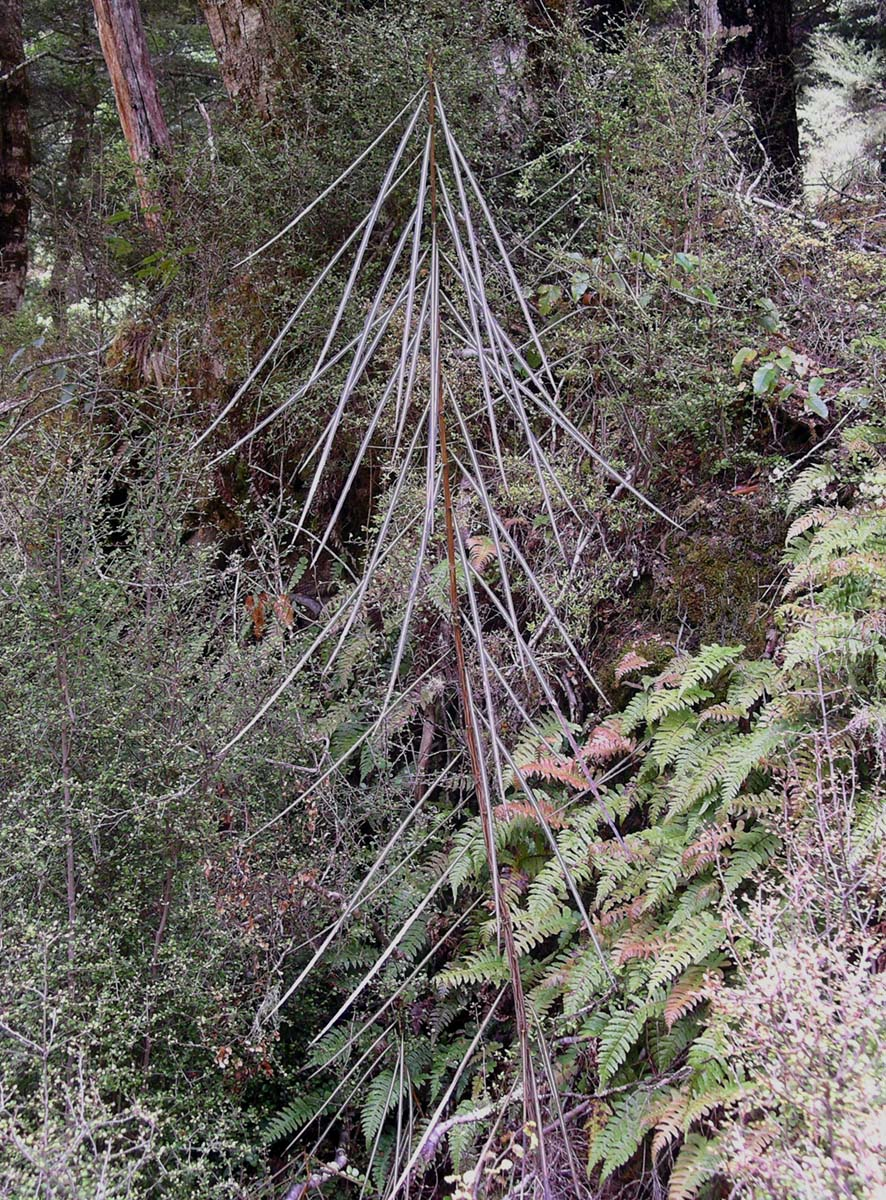
Juvenil Pseudopanax crassifolius, valle del río Owen.

Está muy cercanamente relacionado con Pseudopanax ferox,  el palo lanza dentado (toothed lancewood).  Es similar a P. crassifolius excepto que las hojas son más abundantes y más pronunciadamente dentados, asemejándose a una cuchilla industrial de corte.
Una de las teorías acerca de este curioso cambio de apariencia  es que la planta joven tenía que protegerse contra el mordisqueo del moa, la gigante ave capaz de volar que vagó por los bosques de Nueva Zelanda en tiempos prehistóricos. Una vez que sobrepasaba la altura del moa, se ponía fuera de peligro y se convertía en un árbol "normal".

## En ficción

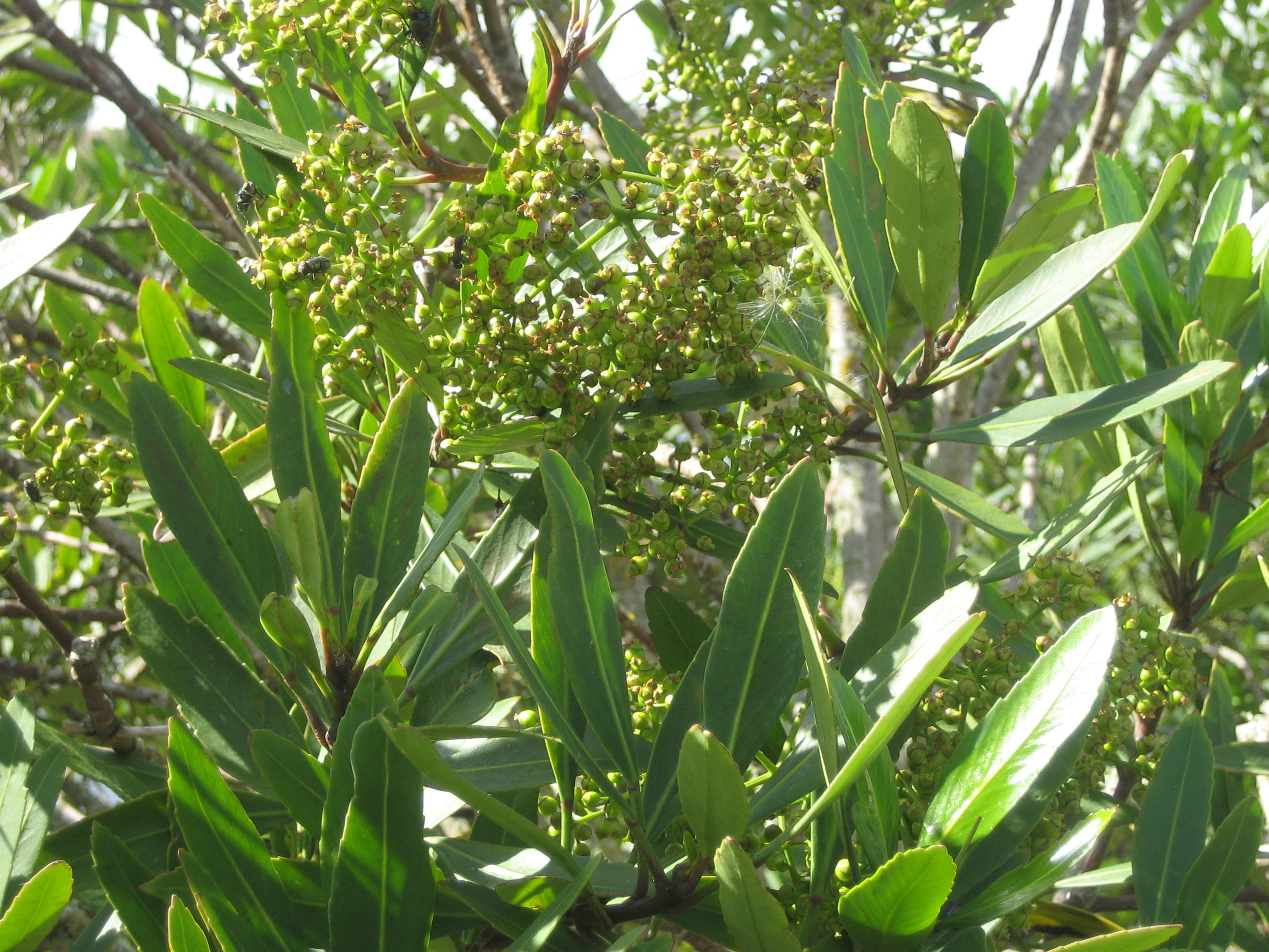
Hojas maduras y fruto en desarrollo.

El árbol lanza es celebrado en la ficción en una novela titulada "Lancewood", escrita por Alan Marshall y publicada por Indra Publishers en Australia. Un párrafo del capítulo 3 dice así:
"Una gema bizarra dentada del bosque, la apariencia distintiva del árbol lanza interrumpe el tranquilo bosque claro para apuñalar la vista con su rara y extraterrestre belleza. Sus hojas cortantes, cada una cuchilla con cuchilla da a la planta un porte de una elegante arma extraña".

## Taxonomía
Pseudopanax crassifolius fue descrita por (Sol. ex A.Cunn.) K.Koch y publicado en Wochenschrift für Gärtnerei und Pflanzenkunde 2: 366. 1859.
Sinonimia
- Aralia cookii B.S.Williams
- Aralia crassifolia Sol. ex A.Cunn.
- Aralia crassifolia var. integrifolia Hibberd
- Aralia heterophylla A.Cunn. ex Hook.
- Aralia quinquevulnera Voss
- Aralia trifoliata Linden ex Hibberd
- Hedera crassifolia (Sol. ex A.Cunn.) A.Gray
- Panax coriaceus Regel
- Panax crassifolius (Sol. ex A.Cunn.) Decne. & Planch.
- Panax longissimus Hook.f.
- Panax pentadactylon Decne. & Planch.
- Panax pentadactylum Decne. & Planch. ex Hook.f.
- Panax tridactylon Decne. & Planch.
- Panax tridactylum Decne. & Planch. ex Hook.f.
- Pseudopanax crassifolius var. coriaceus (Regel) Voss
- Pseudopanax crassifolius var. pentadactylus (Decne. & Planch.) Voss
- Pseudopanax crassifolius var. solanderi Voss
- Pseudopanax crassifolius var. trifoliolatus Kirk
- Pseudopanax crassifolius var. unifoliatus Kirk[2]